# Gharb-Ebene
Die Gharb-Ebene (arabisch غرب = „Westen“; auch als Rharb-Ebene transkribiert) ist eine landwirtschaftlich intensiv genutzte Region im Nordwesten Marokkos.

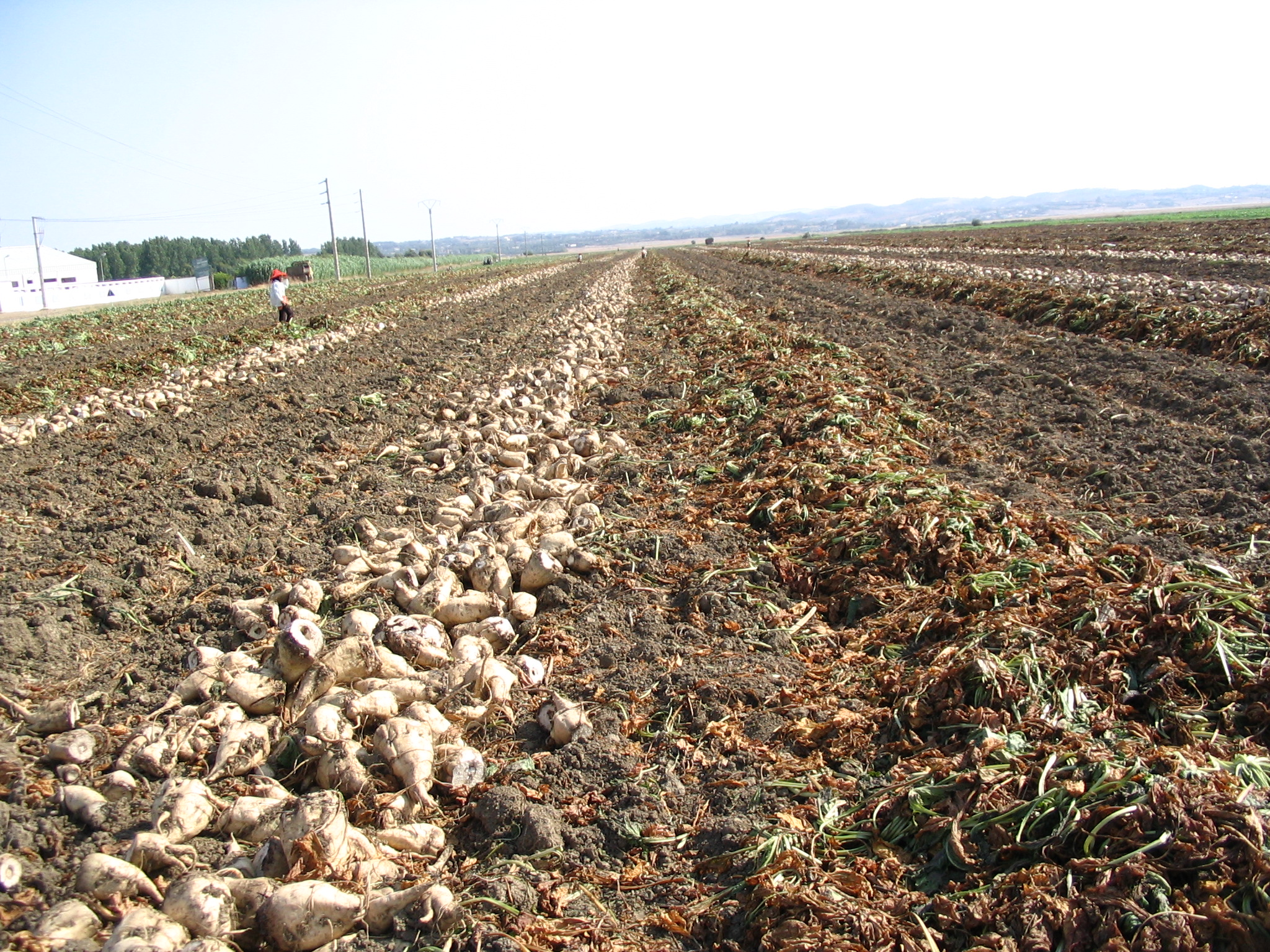
Abgeerntetes Rübenfeld in der Gharb-Ebene

## Geographie

### Lage
Die im Wesentlichen aus Teilen der drei Provinzen Kénitra, Sidi Slimane und Sidi Kacem bestehende Gharb-Ebene erstreckt sich in einer Höhe von ca. 10 bis 100 m von der Hügellandschaft der westlichen Ausläufer des Rifgebirges bis hin zum eher flachen Küstenstreifen am Atlantischen Ozean. Die flächenmäßige Ausdehnung des Gharb wird mit 616.000 ha angegeben, von denen 388.000 ha landwirtschaftlich nutzbar sind.

### Städte
Größte und wichtigste Städte der Region sind Kénitra (ca. 435.000 Einwohner), Sidi Slimane (ca. 95.000 Einwohner), Sidi Kacem (ca. 75.000 Einwohner), Souk El Arbaa (ca. 70.000 Einwohner) und Sidi Yahya El Gharb (ca. 40.000 Einwohner).

### Flüsse
Wichtigster Fluss des Gharb ist der vielfach gewundene Oued Sebou; sein größter Nebenfluss, der im al-Wahda-Stausee gestaute Oued Ouerrha, bildet in etwa die östliche Grenze. Daneben gibt es kleinere Bäche, die nach heftigen oder langanhaltenden Regenfällen über die Ufer treten und Orte wie auch Felder mehrere Tage lang überfluten können. Aus den Flüssen und Bächen wird Wasser für die Feldbewässerung entnommen. In der überwiegend flachen Landschaft der Gharb-Ebene gibt es keinen Stausee.

### Klima
Für marokkanische Verhältnisse ist das in hohen Maße vom Atlantik beeinflusste Klima der Gharb-Ebene eher gemäßigt und regenreich (ca. 500 mm/Jahr).

## Bevölkerung

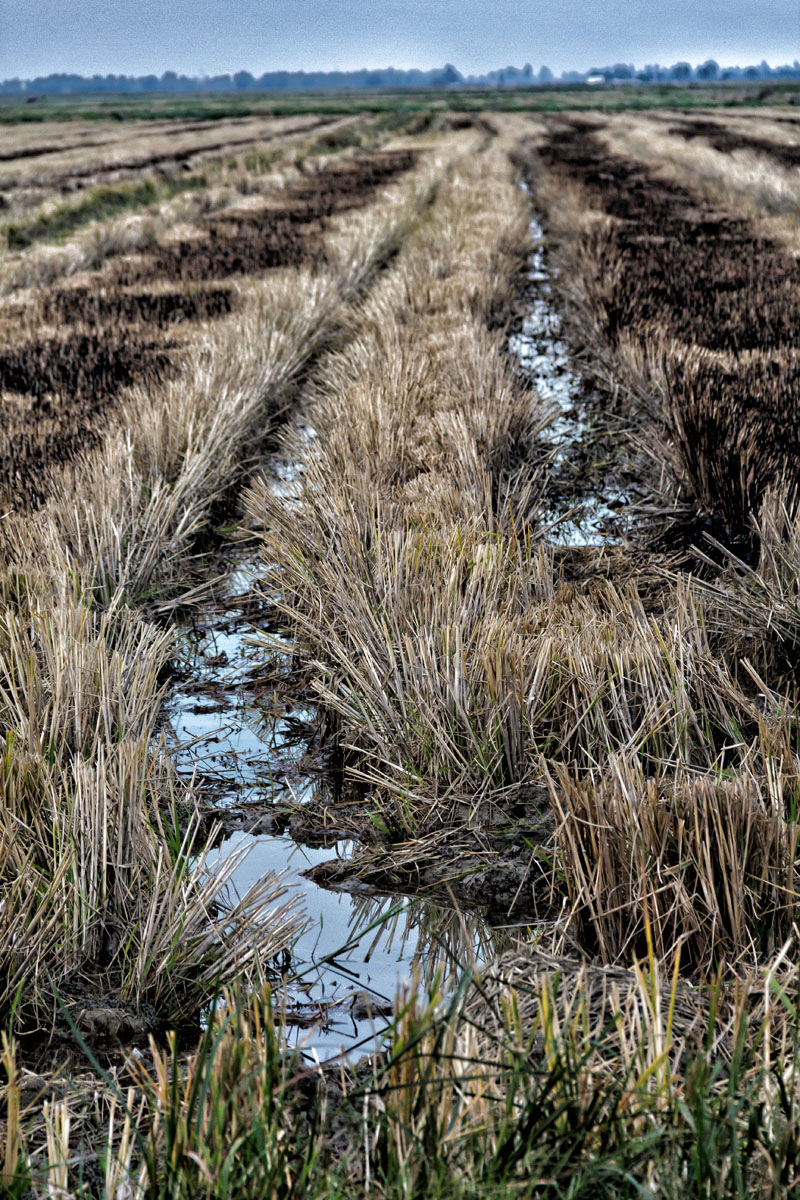
Abgeerntetes Reisfeld

Aus der Region sind die Namen mehrerer ehemals hier siedelnder Berberstämme bekannt (Beni Hssen, Safiane, Beni Malek, Khlout, Chrarda und Sahel), deren ehemalige politische und kulturelle Bedeutung heutzutage keine Rolle mehr spielt. In der zweiten Hälfte des 20. Jahrhunderts sind viele Berberfamilien aus den Bergregionen Marokkos zugewandert, doch spricht man überwiegend Marokkanisches Arabisch.

## Wirtschaft
Die im Gharb seit über 2000 Jahren betriebene Landwirtschaft ist auch heute noch der zentrale Wirtschaftsfaktor. Der Gharb war Teil der für die Getreideversorgung des Römischen Reichs so bedeutsamen „Kornkammer“ Afrika – Volubilis, die zweitwichtigste Stadt der Provinz Mauretania Tingitana lag nur wenige Kilometer südlich des Gharb. Zahlreiche Franzosen (colons) siedelten sich während des Protektorats (1912–1956) hier an und noch heute ist die Gharb-Ebene einer der wichtigsten landwirtschaftlichen Großräume Marokkos. Auf knapp 4000 km² Nutzfläche werden auf überwiegend fetten Böden in der Hauptsache Weizen, Rüben, Reis, Sonnenblumen, Mais und Zuckerrohr angebaut; letzteres war im Mittelalter ein in Europa begehrter Importartikel. In Mastbetrieben werden auch Rinder gezüchtet; die Erhöhung der Milch- und Fleischproduktion ist ein erklärtes Ziel der Verantwortlichen.